# Çamçavuş, Susuz
Çamçavuş là một xã thuộc huyện Susuz, tỉnh Kars, Thổ Nhĩ Kỳ. Dân số thời điểm năm 2010 là 386 người.